# Little Mack Simmons

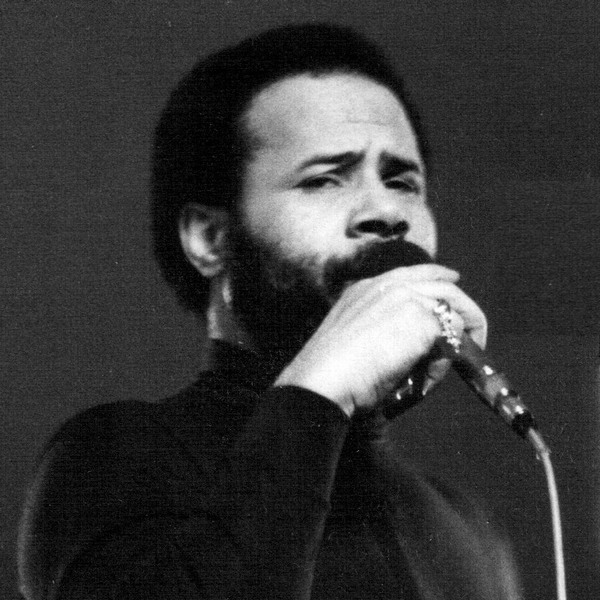
Little Mack Simmons

Little Mack Simmons, eigentlich Malcolm Simmons, (* 25. Januar 1933 in Twist, Arkansas; † 24. Oktober 2000) war ein US-amerikanischer Mundharmonikaspieler, Sänger und Songwriter.

## Biographie
Little Mack Simmons wuchs in seinem Geburtsort Twist, Arkansas, auf. Dort war er mit James Cotton befreundet, mit dem gemeinsam er das Mundharmonikaspiel erlernte. Mit 18 zog er nach St. Louis, Missouri, wo er bei der Eisenbahn arbeitete. Dort gab er mit Robert Nighthawk auch sein Bühnendebüt. Danach zog er nach Chicago, wo er in den späten 1950er- und frühen 60er-Jahren für verschiedene Labels, darunter auch Chess, Platten aufnahm. Von Mitte bis Ende der 60er betrieb er die Zodiac Lounge, besaß ein Aufnahmestudio und eine eigene Plattenfirma (PM Records und Simmons Records).
Ende der 60er Jahre zog er sich aus der Musikindustrie zurück und wurde Prediger. Erst ab 1995 nahm er wieder Bluesplatten auf, was er bis zu seinem Tod im Jahr 2000 tat.

## Zitat
- „He’s my favorite harmonica player. Mack’s cover of my song I Wish You Would is the best version I’ve heard.“ (Billy Boy Arnold)

## Diskographie

### Singles (Auswahl)
- Come Back to Me Baby
- Jumpin’ at Cadillac mit James Cotton
- Times Gettin’ Tougher
- You Mistreated Me Baby
- I Need Love
- I Play for Keeps
- I’m Happy Now
- Don’t Leave Me Now
- When the Lord Stands By
- Inflation Blues

### Alben
- Little Mack Simmons, 1975 (Black & Blue, France)
- Love Will Make a Way Somehow, 1978 (Simmons Records)
- Come Back to Me Baby, 1994 (Wolf)
- High and Lonesome, 1995 (St. George)
- Little Mack Is Back, 1997 (Electro-Fi)
- Somewhere on Down the Line, 1998 (Electro-Fi)